# Andronic Doukas Ange
Andronic Doukas Ange (grec : Ἀνδρόνικος Δούκας Ἄγγελος), (v. 1133 – avant 1185) est un aristocrate byzantin apparenté à la dynastie Comnène. Sous le règne de son cousin, Manuel Ier Comnène, il sert sans succès comme commandant contre les Turcs Seldjoukides, et comme diplomate au royaume de Jérusalem. Après la mort de Manuel, il est envoyé pour arrêter la rébellion d’Andronic Ier Comnène en 1182, mais il est vaincu et finit par se rallier à lui. Peu de temps après, il mène avec d’autres aristocrates une conspiration contre Andronic Ier, mais quand le complot est découvert, ses fils et lui doivent fuir l’Empire. Andronicos se réfugie à Acre, où il meurt. Il est le père des empereurs Isaac II Ange et Alexis III Ange.

## Biographie
Andronic est né vers 1133 ; il est le troisième fils de Constantin Ange et de Théodora Comnène, quatrième fille de l’empereur Alexis Ier Comnène (r. 1081–1118) et d’Irène Doukaina,.
Peu avant 1155, probablement vers 1150, il épouse Euphrosyne Kastamonitissa, sœur de Théodore Kastamonitis, qui devient un ministre tout-puissant sous le règne du fils d’Andronic, Isaac II,. Andronikos apparaît pour la première fois dans les sources lors du synode organisé par la Cour et les ecclésiastiques en mars 1166 sur l’interprétation des paroles du Christ : « Le Père est plus grand que moi », synode auquel il participa avec ses frères.
En 1176, il participe à la campagne contre le sultanat d'Iconium des Turcs Seldjoukides en tant que commandant d’une unité de l’avant-garde, avec son frère aîné Jean ; les Byzantins sont défaits à la bataille de Myriokephalon.
L’année suivante, Andronic est à la tête d’une ambassade (qui comprend aussi le megas hetaireiarches Jean Doukas Camatéros, Alexandre, Comte de Gravina, et Georges le Sinaïtique) au royaume de Jérusalem pour renouveler l’alliance entre son cousin germain, l’empereur Manuel Ier Comnène et le roi Baudouin IV.
En 1179, l’empereur Manuel confie à Andronic le commandement d’une campagne contre les Turcs dans la région de Charax en Phrygie. Mais durant la nuit, des Turcs rattrapent l’arrière de l’armée impériale et poussent des cris. Craignant d’être encerclé, Andronic s’enfuit à cheval vers Chonai. Voyant son commandant s’enfuir, l’armée byzantine panique et commence à fuir dans la même direction ; seule l’intervention d’un autre parent de l’empereur, Manuel Cantacuzène, qui fait face aux soldats en fuite l’épée à la main et leur montre qu’aucun ennemi ne les attaque, permet d’arrêter la déroute. La conduite honteuse d’Andronic rend l’empereur Manuel tellement furieux qu’il menace de le faire défiler en public dans les rues  de Constantinople habillé en femme ; toutefois, il finit par se radoucir et ne met pas sa menace à exécution,. Peu de temps après, Andronic essaie de divorcer d’avec Euphrosyne Kastamonitissa, pour épouser sa maîtresse, mais l’empereur et le synode le lui interdisent.
Au printemps 1182, l’impératrice-régente Marie d'Antioche et son ministre principal, Alexis Comnène, envoient Andronic combattre un autre cousin, Andronic Comnène, qui s’est rebellé et marche sur Constantinople. Andronic Comnène a atteint le voisinage de Nicomédie, où de nombreux habitants se joignent à lui. Lors d’une bataille près de Charax, Andronic est vaincu par l’armée des rebelles, bien qu’il se soit agi d’une force assemblée avec hâte et comprenant, selon Nicétas Choniatès, uniquement des « fermiers inaptes au combat et un contingent de soldats de Paphlagonie », menés non pas par un commandant militaire expérimenté, mais par « un certain eunuque ». A son retour à Constantinople, Andronic est accusé d’avoir détourné l’argent destiné au salaire de l’armée. Craignant d’être accusé de sentiments pro-rebelles et sur le conseil de ses fils, il se barricade avec sa famille dans leur palais fortifié d’Exakionion, avant de fuir la cité et de rejoindre Andronic Comnène en Bithynie,,. Enhardi par cette défection, Andronic Comnène se rend à Chalcédoine, en face de Constantinople, de l’autre côté du Bosphore. À la suite de la défection du mégaduc Andronic Kontostéphanos qui amène la marine du côté des rebelles, une révolte éclate dans la cité et les portes sont ouvertes à Andronic Comnène, qui monte sur le trône et devient empereur,.
Toutefois les mêmes nobles qui ont aidé Andronic Comnène à devenir empereur conspirent bientôt contre lui, quand ils comprennent qu’il n’a pas l’intention de leur rendre les positions privilégiées qu’ils ont détenues sous le règne de l’empereur Manuel. Andronic Ange et Andronic Kontostéphanos, avec leurs nombreux fils, et le logothetes tou dromou Basile II Kamatéros sont les chefs du complot, mais la conspiration est rapidement découverte par les agents de l’empereur. Kamatéros, Kontostéphanos et quatre de ses fils, ainsi que de nombreux autres conspirateurs, sont arrêtés et aveuglés, mais les Ange s’échappèrent. Selon Choniatès, alors qu’ils fuient les soldats impériaux lancés à leur poursuite, Andronic et ses fils découvrent une embarcation pleine d’amphores vides ; ils jettent la cargaison par-dessus bord, embarquent et peuvent fuir en sécurité,. Andronic quitte le territoire byzantin et se rend à Damas et à Bagdad, où il rencontre Saladin, qui lui offre son aide, avant de s’installer à Acre. Il meurt probablement dans cette ville, quelque temps avant que son fils Isaac ne prenne le pouvoir en septembre 1185.

## Mariage et descendance
Andronic et Euphrosyne Kastamonitissa ont huit enfants, six fils et deux filles,. Seuls Constantin, Alexis et Isaac sont attestés comme étant vraiment les fils d’Andronic. Les noms des trois autres fils sont inconnus et font l’objet de désaccords parmi les spécialistes :
- Constantin Comnène Ange (v. 1151 – après 1199), chef militaire, aveuglé par Andronic Comnène, et nommé sébastokrator par son frère Isaac. Il se maria et eut des enfants, mais le nom de sa femme et de leurs enfants sont inconnus[17] ;
- Jean Ange (v. 1152 – peut-être après 1222), aveuglé par Andronic Comnène, et probablement nommé César puis sebastokrator par son frère Isaac. Il épousa peut-être Irène Comnène et eut un fils, Andronic[18] ;
- Alexis III Ange (v. 1153 – 1211), nommé sebastokrator par son frère Isaac, qu’il renversa en 1195. Souverain incapable et hédoniste, il prit la fuite devant les attaques de la quatrième croisade en 1203. Il essaya de prendre l’empire de Nicée en 1211 mais fut vaincu par Théodore Ier Lascaris et mourut peu après. Il épousa Euphrosyne Doukaina Kamatera et eut trois filles, Irène, Anne, et Eudoxie[19] ;
- Michel Ange (v. 1154 – date de décès inconnue), non cité dans les sources, son nom a été rapproché d’un Michel portant le titre César et qui n’est connu que par un seul sceau. Comme tous ses frères à l’exception d’Isaac et d’Alexis, il fut lui aussi aveuglé par Andronic Ier[20] ;
- Théodore Ange (v. 1155 – après 1199), il mena en 1183 une rébellion contre Andronic Ier à Pruse et fut vaincu, aveuglé et exilé chez les Seldjoukides. Quand Isaac devint empereur, il fut peut-être nommé César. Il se maria et eut des enfants mais les noms de sa femme et de ses descendants sont inconnus[21] ;
- Isaac II Ange (1156–1204), il mena en 1183 une rébellion avec Théodore Cantacuzène contre Andronic Ier à Nicée mais se soumit à l’Empereur après la mort de Cantacuzène. Le meurtre par Isaac du ministre en chef, Étienne Hagiochristophoritès, en 1185, fut à l’origine d’une révolte du peuple qui renversa Andronic et amena Isaac au pouvoir. Il régna jusqu’à ce qu’il soit renversé par son frère Alexis en 1195, mais fut remis sur le trône par les Croisés en 1203. Il régna ensuite avec son fils Alexis IV jusqu’à sa mort, peu avant le sac de Constantinople par les Croisés. Il épousa en premières noces une femme inconnue et eut trois enfants, Euphrosyne, Irène, et Alexis IV ; avec sa seconde épouse Marguerite de Hongrie il eut deux fils, Manuel et Jean[22] ;
- Irène Ange (v. 1154 – date de décès inconnue), épousa Jean Cantacuzène, qui reçut le titre de César à cette occasion. Le couple eut au moins un fils, dont le nom est inconnu[23] ;
- Théodora Ange (v. 1160 – date de décès inconnue), épousa le marquis Conrad de Montferrat, qui reçut le titre de César à cette occasion. Après que Conrad l’eut abandonnée en 1187 pour se rendre à Jérusalem, elle se retira au Monastère de Dalmatou, qui fut converti en un couvent de femmes pour elle[24].

## Ancêtres
|  |                                         |  |  |  |  |  |  |  |  |  |  |  |  |  |  |  |
|  | Constantin Ange                         |  |  |  |  |  |  |  |  |  |  |  |  |  |  |  |
|  |                                         |  |  |  |  |  |  |  |  |  |  |  |  |  |  |  |
|  |                                         |  |  |  |  |  |  |  |  |  |  |  |  |  |  |  |
|  | Andronic Doukas Ange                    |  |  |  |  |  |  |  |  |  |  |  |  |  |  |  |
|  |                                         |  |  |  |  |  |  |  |  |  |  |  |  |  |  |  |
|  |                                         |  |  |  |  |  |  |  |  |  |  |  |  |  |  |  |
|  | Manuel Erotikos Comnène patrikios       |  |  |  |  |  |  |  |  |  |  |  |  |  |  |  |
|  |                                         |  |  |  |  |  |  |  |  |  |  |  |  |  |  |  |
|  |                                         |  |  |  |  |  |  |  |  |  |  |  |  |  |  |  |
|  | Jean Comnène domestikos ton scholon     |  |  |  |  |  |  |  |  |  |  |  |  |  |  |  |
|  |                                         |  |  |  |  |  |  |  |  |  |  |  |  |  |  |  |
|  |                                         |  |  |  |  |  |  |  |  |  |  |  |  |  |  |  |
|  | Alexis Ier Comnène Empereur (1081–1118) |  |  |  |  |  |  |  |  |  |  |  |  |  |  |  |
|  |                                         |  |  |  |  |  |  |  |  |  |  |  |  |  |  |  |
|  |                                         |  |  |  |  |  |  |  |  |  |  |  |  |  |  |  |
|  | Alexios Charon                          |  |  |  |  |  |  |  |  |  |  |  |  |  |  |  |
|  |                                         |  |  |  |  |  |  |  |  |  |  |  |  |  |  |  |
|  |                                         |  |  |  |  |  |  |  |  |  |  |  |  |  |  |  |
|  | Anne Dalassène                          |  |  |  |  |  |  |  |  |  |  |  |  |  |  |  |
|  |                                         |  |  |  |  |  |  |  |  |  |  |  |  |  |  |  |
|  |                                         |  |  |  |  |  |  |  |  |  |  |  |  |  |  |  |
|  | Adriana Dalassène                       |  |  |  |  |  |  |  |  |  |  |  |  |  |  |  |
|  |                                         |  |  |  |  |  |  |  |  |  |  |  |  |  |  |  |
|  |                                         |  |  |  |  |  |  |  |  |  |  |  |  |  |  |  |
|  | Théodora Comnène                        |  |  |  |  |  |  |  |  |  |  |  |  |  |  |  |
|  |                                         |  |  |  |  |  |  |  |  |  |  |  |  |  |  |  |
|  |                                         |  |  |  |  |  |  |  |  |  |  |  |  |  |  |  |
|  | Jean Doukas César                       |  |  |  |  |  |  |  |  |  |  |  |  |  |  |  |
|  |                                         |  |  |  |  |  |  |  |  |  |  |  |  |  |  |  |
|  |                                         |  |  |  |  |  |  |  |  |  |  |  |  |  |  |  |
|  | Andronic Doukas domestikos ton scholon  |  |  |  |  |  |  |  |  |  |  |  |  |  |  |  |
|  |                                         |  |  |  |  |  |  |  |  |  |  |  |  |  |  |  |
|  |                                         |  |  |  |  |  |  |  |  |  |  |  |  |  |  |  |
|  | Irène Pegonitissa                       |  |  |  |  |  |  |  |  |  |  |  |  |  |  |  |
|  |                                         |  |  |  |  |  |  |  |  |  |  |  |  |  |  |  |
|  |                                         |  |  |  |  |  |  |  |  |  |  |  |  |  |  |  |
|  | Irène Doukaina                          |  |  |  |  |  |  |  |  |  |  |  |  |  |  |  |
|  |                                         |  |  |  |  |  |  |  |  |  |  |  |  |  |  |  |
|  |                                         |  |  |  |  |  |  |  |  |  |  |  |  |  |  |  |
|  | Troijan de Bulgarie                     |  |  |  |  |  |  |  |  |  |  |  |  |  |  |  |
|  |                                         |  |  |  |  |  |  |  |  |  |  |  |  |  |  |  |
|  |                                         |  |  |  |  |  |  |  |  |  |  |  |  |  |  |  |
|  | Marie de Bulgarie                       |  |  |  |  |  |  |  |  |  |  |  |  |  |  |  |
|  |                                         |  |  |  |  |  |  |  |  |  |  |  |  |  |  |  |
|  |                                         |  |  |  |  |  |  |  |  |  |  |  |  |  |  |  |
|  | N. Konstostephane                       |  |  |  |  |  |  |  |  |  |  |  |  |  |  |  |
|  |                                         |  |  |  |  |  |  |  |  |  |  |  |  |  |  |  |
|  |                                         |  |  |  |  |  |  |  |  |  |  |  |  |  |  |  |

## Sources
- Brand, Charles M. Byzantium Confronts the West, 1180–1204, 1968, Harvard University Press, Cambridge, Massachusetts.
- Magoulias, Harry J. O City of Byzantium: Annals of Niketas Choniatēs, 1984, Wayne State University Press, Detroit.
- Polemis, Demetrios I. The Doukai: A Contribution to Byzantine Prosopography, 1968, The Athlone Press, Londres.
- Varzos, Konstantinos. Η Γενεαλογία των Κομνηνών (La Généalogie des Comnènes), volume A, 1984, Centre for Byzantine Studies, Université de Thessalonique, Thessalonique.
- Varzos, Konstantinos. Η Γενεαλογία των Κομνηνών (La Généalogie des Comnènes), volume B, 1984, Centre for Byzantine Studies, Université de Thessalonique, Thessalonique.